# 塔姆斯 (伊利諾伊州)
塔姆斯（英語：Tamms）是位於美國伊利諾伊州亞歷山大縣的一個村落。

## 地理
塔姆斯的座標為37°14′25″N 89°15′53″W / 37.24028°N 89.26472°W，而該地最高點為海拔高度104米（即341英尺）。

## 人口
根據2010年美國人口普查的數據，塔姆斯的面積為6.00平方千米，當中陸地面積為6.00平方千米，而水域面積為0.00平方千米。當地共有人口1043人，而人口密度為每平方千米173人。